# Memoriał Mariana Rosego 1974
Memoriał Mariana Rosego 1974 – 1. edycja turnieju żużlowego, który miał na celu upamiętnienie polskiego żużlowca Mariana Rosego, który zginął tragicznie w 1970 roku, odbyła się 12 października 1974 roku w Toruniu. Turniej wygrał Zenon Plech.

## Wyniki
- Toruń, 12 października 1974
- NCD: Zenon Plech – 76,80 w wyścigu 4
- Sędzia: Roman Cheładze

| Msc. | Zawodnik               | Klub         | Pkt |              |  |
| ---- | ---------------------- | ------------ | --- | ------------ |  |
| 1    | Zenon Plech            | Gorzów Wlkp. | 14  | (3,3,3,3,2)  |  |
| 2    | Edward Jancarz         | Gorzów Wlkp. | 14  | (2,3,3,3,3)  |  |
| 3    | Jan Ząbik              | Toruń        | 11  | (3,2,2,1,3)  |  |
| 4    | Henryk Glücklich       | Bydgoszcz    | 11  | (2,2,2,2,3)  |  |
| 5    | Janusz Plewiński       | Toruń        | 10  | (3,3,2,ns,2) |  |
| 6    | Zbigniew Jąder         | Leszno       | 10  | (1,3,3,2,1)  |  |
| 7    | Zenon Urbaniec         | Częstochowa  | 9   | (2,2,2,u,3)  |  |
| 8    | Eugeniusz Błaszak      | Gniezno      | 5   | (2,0,0,3,d)  |  |
| 9    | Wojciech Kaczmarek     | Gniezno      | 5   | (u,1,3,u,1)  |  |
| 10   | Zdzisław Dobrucki      | Leszno       | 5   | (3,1,u,ns,1) |  |
| 11   | Marian Michaliszyn     | Bydgoszcz    | 4   | (1,2,u,1,ns) |  |
| 12   | Andrzej Jurczyński     | Częstochowa  | 4   | (1,0,1,u,2)  |  |
| 13   | Jerzy Trzeszkowski     | Wrocław      | 4   | (0,1,1,2,d)  |  |
| 14   | Robert Słaboń          | Wrocław      | 3   | (0,d,1,2,d)  |  |
| 15   | Jan Koczy              | Rybnik       | 3   | (1,0,0,1,1)  |  |
| 16   | Andrzej Węgrzyk        | Rybnik       | 0   | (u,u,u)      |  |
|      | rez. Bogdan Krzyżaniak | Toruń        |     | (3,2)        |  |

Bieg po biegu
1. [78,60] Plewiński, Urbaniec, Michaliszyn, Węgrzyk (u)
2. [79,60] Dobrucki, Glücklich, Jurczyński, Trzeszkowski
3. [79,60] Ząbik, Błaszak, Koczy, Słaboń
4. [76,80] Plech, Jancarz, Jąder, Kaczmarek (u)
5. [78,60] Plewiński, Glücklich, Kaczmarek, Błaszak
6. [78,40] Plech, Ząbik, Węgrzyk (u), Jurczyński
7. [78,60] Jąder, Urbaniec, Dobrucki, Koczy
8. [78,60] Jancarz, Michaliszyn, Trzeskowski, Słaboń (d)
9. [77,40] Jancarz, Plewiński, Jurczyński, Koczy
10. [79,00] Jąder, Glücklich, Słaboń, Węgrzyk (u)
11. [77,20] Plech, Urbaniec, Trzeszkowski, Błaszak
12. [79,00] Kaczmarek, Ząbik, Dobrucki (u), Michaliszyn (u)
13. [77,00] Plech, Słaboń, Dobrucki (ns), Plewiński (ns)
14. [78,80] Krzyżaniak, Trzeszkowski, Koczy, Kaczmarek (u)
15. [77,80] Jancarz, Glücklich, Ząbik, Urbaniec (u)
16. [78,60] Błaszak, Jąder, Michaliszyn, Jurczyński (u)
17. [79,40] Ząbik, Plewiński, Jąder, Trzeszkowski (d)
18. [79,40] Jancarz, Krzyżaniak, Dobrucki, Błaszak (d)
19. [79,00] Urbaniec, Jurczyński, Kaczmarek, Słaboń (d)
20. [79,00] Glücklich, Plech, Koczy, Michaliszyn (ns)